# Autopistas en Albania
Las autopistas en Albania (en albanés: Autostrada o Autostradë) son el sistema de autopistas de acceso controlado del país, bajo la supervisión predominante del Ministerio de Infraestructura y Energía. Se caracterizan por ser carreteras de al menos 2 carriles por sentido de circulación, incluyendo un carril de emergencia, y un límite de velocidad máxima de 110 kilómetros por hora.

## Historia
El desarrollo de la red de autopistas en Albania es relativamente reciente, comenzando a principios de la década de 2000 como parte de los esfuerzos del país por modernizar su infraestructura. Hasta entonces, Albania contaba con una red de carreteras subdesarrollada, en gran medida inadecuada para la creciente demanda tanto del tráfico nacional como del internacional. Tras la era comunista (1945-1991), Albania contaba con carreteras en mal estado, muchas de las cuales eran estrechas, sin pavimentar e inadecuadas para los vehículos modernos. Esto planteó problemas para el desarrollo económico, el comercio y el turismo de Albania.
Tras la caída del comunismo, el país adoptó reformas de mercado y comenzó a abrirse a la economía global. Se hizo evidente la necesidad de una sólida red de autopistas, especialmente para el comercio con los países vecinos y un mejor acceso a Europa. El primer gran proyecto fue la construcción de la Rruga e Kombit ("Carretera de la Nación"), una autopista de 170 kilómetros que conecta Albania con Kosovo. Inaugurada oficialmente en 2010, es un corredor comercial vital que une la ciudad portuaria adriática de Durrës con la ciudad nororiental de Kukës y la frontera con Kosovo.
El proyecto Rruga e Kombit fue transformador no solo para Albania, sino también para la región de los Balcanes en general, ya que redujo significativamente el tiempo de viaje entre Albania y Kosovo, fomentando lazos económicos y culturales más sólidos. La autopista se construyó con financiación internacional, incluyendo préstamos del Banco Mundial y el Banco Europeo de Reconstrucción y Desarrollo (BERD), lo que demuestra los esfuerzos de Albania por atraer inversión extranjera para mejoras de infraestructura. Sin embargo, el proyecto también fue controvertido debido a su elevado coste, la complejidad de sus proyectos de ingeniería —en particular, la construcción de túneles y puentes a través de terrenos montañosos— y las acusaciones de corrupción.
Posteriormente, Albania amplió su red de autopistas para incluir rutas clave que conectan las principales ciudades con los países vecinos. Uno de los proyectos más importantes fue la autopista A1, que conecta Durrës con la capital, Tirana. Forma parte del Corredor Paneuropeo VIII y facilita el comercio y el turismo internacionales al conectar Albania con Macedonia del Norte y, posteriormente, con el Mar Negro. La carretera Tirana-Durrës, originalmente una congestionada carretera de dos carriles, se transformó en una autopista de cuatro carriles, lo que redujo significativamente el tiempo de viaje y aumentó la seguridad de los miles de vehículos que la utilizan a diario.
Además de mejorar la conectividad con los países vecinos, el desarrollo de autopistas de Albania se centró en mejorar la red vial nacional para impulsar el desarrollo regional. La autopista A2, que conecta Fier con la ciudad costera meridional de Vlorë, se inauguró en 2019 y ofrece un mejor acceso a los principales atractivos turísticos de la Riviera albanesa. Este proyecto, como muchos otros, recibió apoyo financiero de donantes internacionales y se consideró una inversión estratégica en la industria turística del país, uno de sus sectores económicos más importantes.
A pesar de los avances, la red de autopistas de Albania aún enfrenta problemas, especialmente en materia de mantenimiento, seguridad vial y financiación. Algunos tramos de la red han sido criticados por la mala calidad de la construcción, lo que ha provocado un rápido deterioro. La seguridad vial sigue siendo un problema, ya que Albania tiene una de las tasas de accidentes de tráfico más altas de Europa. Para abordar estos problemas, el gobierno albanés ha iniciado varias reformas, incluyendo la introducción de peajes para generar ingresos destinados al mantenimiento y las mejoras, así como campañas para mejorar la conducción y hacer cumplir las leyes de tráfico.
También se han planteado preocupaciones ambientales y sociales con respecto a la expansión de autopistas, especialmente en zonas de importancia ecológica. Por ejemplo, los planes para extender la red de carreteras a través del valle del río Vjosa, uno de los últimos ríos salvajes de Europa, provocaron protestas de grupos ambientalistas, quienes argumentaron que dichos proyectos podrían perjudicar la biodiversidad y las comunidades locales. Equilibrar la necesidad de desarrollar infraestructuras con la preservación del medio ambiente se ha convertido en un aspecto clave en la planificación de autopistas de Albania.
Hoy en día, Albania continúa expandiendo su red de autopistas, con varios proyectos en marcha o en planificación, como la propuesta de una autopista que conectaría Tirana con la ciudad meridional de Gjirokastër, y nuevas mejoras en la carretera que une Albania con Montenegro. Si bien la red de autopistas de Albania aún es modesta en comparación con la de otros países europeos, representa un avance significativo respecto a las condiciones de las carreteras del país durante la era poscomunista. Esta expansión en curso refleja las aspiraciones más amplias de Albania de integración económica con Europa y su posicionamiento estratégico como puerta de entrada entre los Balcanes y el Mediterráneo.
A finales de junio de 2024, se inauguró la autopista Thumanë-Kashar, parte de la autopista Adriático-Jónica. El tramo entre Thumanë y Kashar tiene una longitud aproximada de 20 kilómetros. Cuenta con dos intersecciones, once puentes y doce pasos subterráneos. También se han instalado puestos de peaje en el tramo Thumanë-Kashar, con una tarifa de 2,1 € por trayecto para los usuarios de vehículos. Los pagos se pueden realizar en efectivo (moneda local, lek) y, a menudo, en euros. Se han implantado sistemas de peaje electrónico, que permiten transacciones más rápidas. Estos incluyen opciones de pago sin contacto y tarjetas de peaje prepago.

## Autopistas y tramos

### Autopistas actuales
| Autopista | Ciudades por las que discurren                     | Longitud | Descripción |
| --------- | -------------------------------------------------- | -------- | --- |
| A1        | Morinë, Kukës, Rrëshen, Milot, Fushë-Krujë, Kashar | 114 km   | La A1 comienza en la frontera de Kosovo, cerca de Morinë. La autopista atraviesa Kukës y continúa hacia el oeste, en dirección a Milot, donde el intercambiador de Milot conecta la SH1 al norte con la A1 al sur. Continúa hacia el sur hasta Thumane, Fushe-Kruje, Kashar y Tirana. Finaliza en el intercambiador de Kashar. |
| A2        | Fier, Levan, Vlorë                                 | 46.5 km  | La A2 parte de la circunvalación Fier, pasa por Levan y continúa hacia la circunvalación de Vlorë, donde termina. |
| A3        | Sauk, Krraba, Bradashesh                           | 31.17 km | La A3 comienza en el intercambiador del Centro Comercial TEG con la Circunvalación Exterior de Tirana, en Lundër, cerca de Sauk, al sur del Gran Parque de Tirana, y sigue una ruta paralela a la SH3 por el valle de Erzen hasta la localidad de Krrabë. Cerca del límite entre los condados de Tirana y Elbasan, la autopista pasa por el túnel de Krraba. Continúa por el valle de Kusha hacia Elbasan, donde se encuentra de nuevo con la SH3 en Bradashesh, donde termina la autopista. |

### Tramos en construcción
| Autopista     | Condado        | Longitud | Tramo                | Descripción                                                                      | Fecha de inauguración |
| ------------- | -------------- | -------- | -------------------- | -------------------------------------------------------------------------------- | --------------------- |
| A3            | Elbasan, Korce | 50.12 km | Elbasan - Qafe Thane | La construcción de la autopista de cuatro carriles comenzó en noviembre de 2022. | 2027                  |
| Corredor VIII | Elbasan        | 30 km    | Elbasan - Lekaj      | Conexión a la futura autopista Adriático-Jónica.                                 | 2026                  |

### Tramos planeados
| Autopista                  | Condado        | Longitud | Tramo              | Detalles |
| -------------------------- | -------------- | -------- | ------------------ | --- |
| A1                         | Lezhë          | 25 km    | Milot - Rrëshen    | El plan es construir un carril adicional en cada dirección para cumplir con los estándares de la autopista. |
| Autopista Adriático-Jónica | Shkoder, Lezhë | 40.94 km | Muriqan – Balldren | Entre el cruce fronterizo de Muriqan y SH1 en Balldren.                                                     |
| Autopista Adriático-Jónica | Lezhë          | 16.19 km | Balldren – Milot   | Entre Balldren y Milot, incluido un túnel cerca de Lezhë.                                                   |
| Autopista Adriático-Jónica | Tirana         | 55 km    | Kashar – Lekaj     | Para unir Tirana con la actual SH4 en Lekaj.                                                                |